# Borjád
Borjád é uma vila da Hungria, situada no condado de Baranya. Tem 15,59 km² de área e sua população em 2019 foi estimada em 370 habitantes.